# John O'Brien (tennis)
Pour les articles homonymes, voir John O'Brien.
John F. O'Brien, né le 6 juillet 1932 en Nouvelle-Galles du Sud, est un joueur de tennis australien.

## Biographie
Il atteint les 1/8 de finale du tournoi de Wimbledon 1956, où il échoue face à Lew Hoad.
En double, il est 1/4 de finaliste à l'Open d'Australie en 1956.
En 2014, il fait partie des 18 otages de la prise d'otages de Sydney.

### Palmarès
- 1956, 14 juillet : Durham County Championships
- 1956, 21 juillet : Hoylake & West Kirby
- 1956, 4 août : Bedford